# قائمة أنسيالات العهد الجديد
أنسيال العهد الجديد قسم من العهد الجديد كُتب بالأحرف اليونانية أو اللاتينية الكبيرة، على برشمان أو ورق رق. يُسمى هذا الأسلوب في الكتابة بالأنسيال الإنجيلي أو الأحرف الكبيرة الإنجيلية.
تتميز أنسيالات العهد الجديد عن غيرها من النصوص القديمة بناء على الاختلافات التالية:
- برديات العهد الجديد، التي كتبت على ورق البردي وهي أقدم عمومًا.
- مينوسكولات العهد الجديد، التي كُتبت بأحرف صغيرة وهي أحدث عمومًا.
- كتب قراءات العهد الجديد، وعادة ما تُكتب بأحرف صغيرة (لكن يكتب بعضها بالكبيرة) وهي أحدث عمومًا.
- أنسيالات العهد الجديد، وتكتب بأحرف كبيرة على برشمان أو ورق الرق.

## تصنيف الأنسيالات
في 1751، لم يعرف عالم إلهيات العهد الجديد يوهان ياكوب فتستاين إلا بثلاثة وعشرين مخطوطة أنسيالية للعهد الجديد. بحلول عام 1859، كان قسطنطين تيشندورف قد رفع العدد إلى 64 أنسيالًا، وفي 1909، أحصى كاسبر رينيه غريغوري 161 سفرًا أنسياليًا. بحلول عام 1963، أحصى كورت ألاند، في كتابه كورزغيفاست ليسته 250، ثم في 1989، وأخيرًا، 299 أنسيالًا.
دشن فتستاين الطريقة الحديثة في التصنيف. استخدم الأحرف اللاتينية الكبيرة لتعريف الأنسيالات. تلقت المخطوطة الإسكندرانية الحرف «أ»، والمخطوطة الفاتيكانية «ب»، والمخطوطة الأفرامية «ج»، ومخطوطة بيزا «د»، حتى وصل إلى آخر حرف استخدمه وهو «و». استخدمت الأجيال التالية هذا النمط، لكن سرعان ما استنزفت المخطوطات المكتشفة حديثًا الأبجدية اللاتينية. نتيجة لذلك، بدأ استخدام أحرف الأبجديتين اليونانية والعبرية. مثلًا، منح تيشندورف المخطوطة السينائية الحرف العبري א. تلقى الأنسيال 047 الرمز ב1 ، والأنسيال 048 الرمز  ב2 ، والأنسيال 075 تلقى ג، والمخطوطة المقدونية ו، على سبيل المثال لا الحصر. عندما نفدت الأحرف اليونانية والعبرية، أعطى غريغوري الأنسيالات أرقامًا تبدأ من 0 (لتمييزها عن رموز المخطوطات المينوسكولية). تلقت المخطوطة السينائية الرقم 01، والاسكندرانية 02، والفاتيكانية 03، والأفرامية 04، إلخ. تلقت آخر مخطوطة أنسيالية عرفها غريغوري الرقم 0161. وسع إرنست فون دوبشوتز قائمة الأنسيالات إلى 0208 في 1933.
بدءًا من 2012، فُهرس أكثر من 320 رمزًا لمخطوطات أنسيالية في معهد الأبحاث النصية للعهد الجديد (آي إن تي إف) في مونستر بألمانيا.
لكن الثلاثمئة واثنين وعشرين رمزًا المفهرسة حاليًا لا تقدم إحصاء دقيقًا لجميع أنسيالات العهد الجديد اليونانية. فُقد الأنسيال 0168، ويرتبط أكثر من ثلاثين مخطوطة بعدد أصغر من التسميات. في بعض الأحيان، ينطبق رقم واحد على مخطوطتين منفصلتين، كما هو الحال في الأنسيال 092أ و092ب، 0121أ و0121ب، و0278أ و0278ب. يجب نقل بعض التسميات الرقمية الأخرى إلى قوائم أخرى: 055 (تعليقية)، 0100 (قرائية)، 0129 (قرائية)، 0152 (تميمة)، 0153 (شقفة مرسومة)، 0192 (قرائية)، 0159 (قرائية)، 0203 (قرائية). الأنسيال 0212 من القرن الثالث إلى الرابع شاهد أنسب على الإنجيل الرباعي من العهد الجديد نفسه. لذا، فإن الرقم 322 اعتباري وحسب، وينبغي أن يكون الرقم الفعلي أقل إلى حد ما. وبالعكس، فإن المينوسكول 1143، والمعروف أيضًا ببيراتينوس 2، فيه بعض الأجزاء المكتوبة بأحرف شبه كبيرة.